# Бенвил о Сол
Бенвил о Сол (фр. Bainville-aux-Saules) насеље је и општина у североисточној Француској у региону Лорена, у департману Вогези која припада префектури Епинал.
По подацима из 2011. године у општини је живело 124 становника, а густина насељености је износила 22,1 становника/km². Општина се простире на површини од 5,61 km². Налази се на средњој надморској висини од 300 метара (максималној 382 m, а минималној 283 m).

## Демографија
| 1962. | 1968. | 1975. | 1982. | 1990. | 1999. | 2011. |
| ----- | ----- | ----- | ----- | ----- | ----- | ----- |
| 144   | 157   | 115   | 108   | 123   | 139   | 124   |

График промене броја становника у току последњих година